# Denumire provizorie în astronomie
Denumirea provizorie în astronomie este o convenție de denumiri ce se aplică obiectelor astronomice imediat după descoperirea lor. Denumirea provizorie este, de obicei, înlocuită cu o denumire permanentă după ce a fost calculată o orbită de încredere a obiectului. În cazul planetelor minore, atât de multe au fost descoperite încât majoritatea acestora nu vor fi numite de către (/după) descoperitorii lor. 